# Philip Taaffe

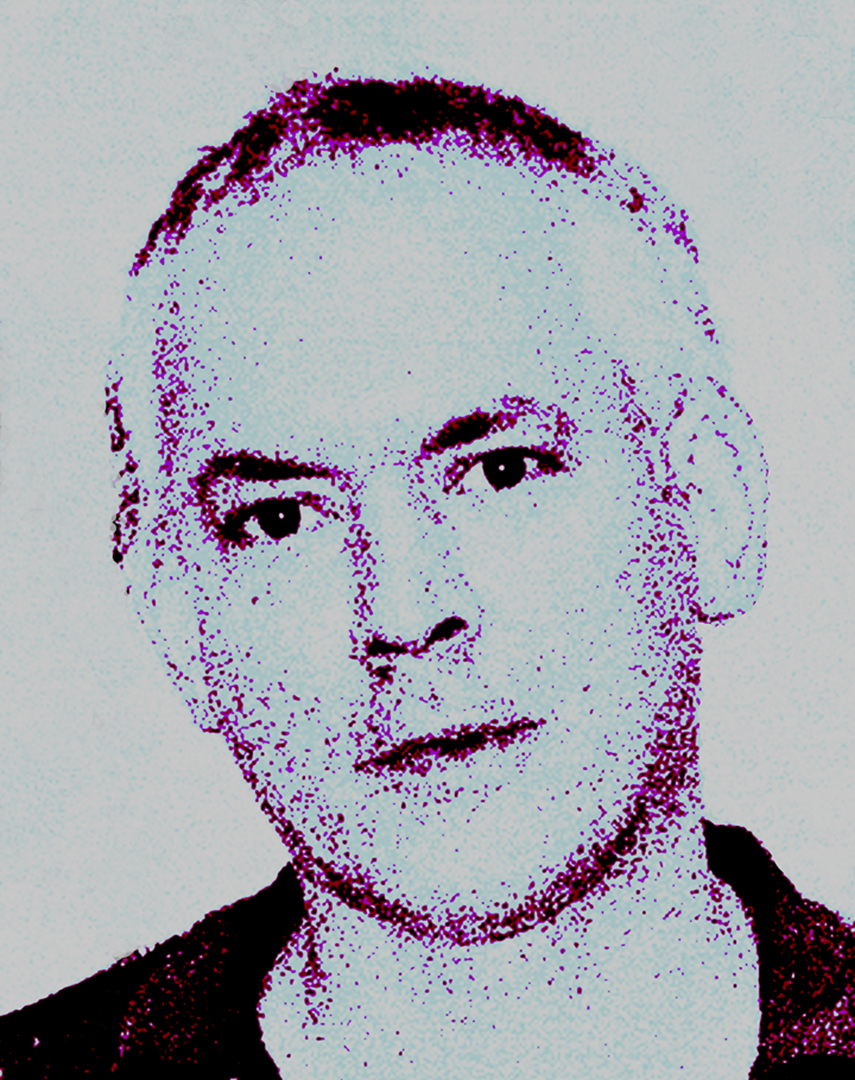
Philip Taaffe de cerca en su estudio de Nueva York

Philip Taaffe (n. en Elizabeth, Nueva Jersey, el año 1955) es un artista estadounidense.
Taaffe estudió arte en la Escuela Cooper de Nueva York, obteniendo su título de Bachelor of Fine Arts en 1977. Su interés en el lenguaje de la decoración y la abstracción propiciaron su reconocimiento internacional en los años 1980, junto con artistas como Ross Bleckner, Terry Winters, Juan Uslé y Peter Halley. 
Admirador durante mucho tiempo de las plantillas de Matisse y del cubismo sintético, desde mediados de los años ochenta comenzó a tomar prestadas imágenes y dibujos directamente de artistas más recientes. Esta apropiación de la obra de otros y el uso de la misma como tema de su propia obra le coloca entre otros «apropiacionistas» contemporáneos como Sherrie Levine y Mike Bidlo. En We Are Not Afraid (1985), reinterpreta el motivo zip típico de Barnett Newman, desarrollándolo en forma de espiral; el propio título pretende responder a la serie de Newman Who’s Afraid of Red, Yellow and Blue (1966–70). En Defiance (1986), reinterpreta la obra de Bridget Riley para comentar la naturaleza impersonal del movimiento Op Art. Desde finales de los años ochenta, ha recurrido a la técnica de la pintura acrílica y, a veces, al collage, produciendo cuadros cada vez más abstractos. 
Su primera exposición individual fue en Nueva York en 1982, y desde entonces se le ha incluido en numerosas exposiciones, incluyendo:
- el Carnegie International,
- dos Bienales de Sídney,
- «Abstracción postabstracta», en Aldrich (1987)
- tres Bienales del Museo Whitney en Nueva York (1987, 1991 y 1995).
- «Arte alemán y estadounidense de finales de la década de los ochenta», celebrada en Düsseldorf y en Boston (1988)
- «Double Take», en Viena y Londres (1992)
- «ARS 95», en Helsinki (1995)

Su obra se ha incorporado también a varias colecciones públicas, incluyendo el Museo de Arte Moderno de Nueva York, el Museo de Arte Moderno de San Francisco, el Museo de Arte de Filadelfia, y el Museo Whitney de Arte Americano. 
Desde 1988 y hasta 1992 vivió en Nápoles, estudiando las formas ornamentales de culturas diferentes. Taaffe vive y trabaja actualmente en Nueva York y, ocasionalmente, en el Golfo de Nápoles.